# Bifidobacteriaceae
Bifidobacteriaceae es la única familia de actinobacterias del orden de las Bifidobacteriales.
El género más estudiado es Bifidobacterium por su presencia en la flora intestinal. El género Falcivibrio ha sido rebautizado Mobiluncus dentro de las Actinomycetales.